# 船橋飛行場
座標: 北緯35度40分50.02秒 東経139度59分27.27秒 / 北緯35.6805611度 東経139.9909083度
船橋飛行場（ふなばしひこうじょう）とは千葉県船橋市に1958年から1969年まで東京湾岸に存在した飛行場である。船橋ヘルスセンター飛行場ともいう。

## 概要
1958年（昭和33年）に船橋ヘルスセンターの遊覧飛行機用の飛行場として建設された。建設当初の滑走路は非舗装で、滑走路長は約700m。後の国道357号に沿う位置に設置されたが、埋め立て以前のため、滑走路の南側は沿岸であった。滑走路の方位が、ちょうど船橋競馬場の延長上にあったことから、飛行路に関して苦情が来たため、飛行場はその後ヘルスセンターの人工ビーチと船橋サーキットの新設と共にサーキットの東側へ移転し、滑走路の方位も変更した。新しく作られた飛行場は700m×25mの規模で、滑走路の前面がアスファルト舗装された立派なものだったが、1969年に起きた中央航空のセスナ墜落事故が引き金となり船橋飛行場は閉鎖された。
その後飛行場跡は、しばらくゴルフ場として使用されたが、後に巨大迷路、さらにその後はららぽーとスキードームSSAWSとなり、2015年現在はIKEA Tokyo-Bayとマンション群になっている。
- 船橋飛行場（移転前）の空中写真（1963年）
- 船橋飛行場（移転後）の空中写真（1966年）

## 所属機
- セスナ172
- セスナ177